# Dulce de frijol
El dulce de frijol es un dulce tradicional del municipio de Agualeguas, en el estado de Nuevo León. Los ingredientes principales son frijoles cocinados sin sal, leche, azúcar y canela. Es típico de la región del norte de México, conocido como dulce de frijol en Durango, Sinaloa y Sonora; y como cajeta de frijol o postre de frijol en Chihuahua y Nayarit.

## Preparación
Existen variaciones en las cuales en lugar de leche se usa el agua donde se cocina el frijol y piloncillo en lugar de azúcar. Su elaboración consiste en cocinar el frijol, molerlo hasta crear una pasta que se cocina a fuego lento con leche, azúcar y canela. En algunas preparaciones se le agrega jugo o ralladura de naranja.
Tradicionalmente se hacía en cacerola de cobre que se colocaba en la leña y era servido en fiestas importantes del municipio.